# Melita alaskensis
Melita alaskensis är en kräftdjursart som beskrevs av Jarrett och Edward Lloyd Bousfield 1996. Melita alaskensis ingår i släktet Melita och familjen Melitidae. Inga underarter finns listade i Catalogue of Life.